# 昂坪駅
昂坪駅（こうへいえき）は香港新界離島区に位置する昂坪360の駅である。

## 駅構造
- 頭端式ホーム2面2線の地上駅。

| 昂坪360 のりば |            | 降車ホーム                       |
| 昂坪360 のりば | ホーム     | ↓ 降車専用 ← → 昂坪360 東涌方面→ |
| 昂坪360 のりば | 乗車ホーム |                                  |

## 駅周辺
- 昂坪市集（中国語版）
- 宝蓮禅寺（中国語版）
- 天壇大仏
- 心経簡林（中国語版）
- 鳳凰径（中国語版）
- 昂坪公共運輸交匯処(バスストップ)

## 歴史
- 2006年9月18日 - 開業。

## 隣の駅
昂坪360
■昂坪360
東涌駅 - 昂坪駅
座標: 北緯22度15分23秒 東経113度54分05秒 / 北緯22.256365度 東経113.901363度